# Meridiano 160 W
O meridiano 160 W é um meridiano que, partindo do Polo Norte, atravessa o Oceano Ártico, América do Norte, Oceano Pacífico, Oceano Antártico, Antártida e chega ao Polo Sul. Forma um círculo máximo com o Meridiano 20 E.
Começando no Polo Norte, o meridiano 160º Oeste tem os seguintes cruzamentos:
| País, território ou mar | Notas |
| ----------------------- | --- |
| Oceano Ártico           | |
| Mar de Chukchi          | |
| Estados Unidos          | Alasca |
| Mar de Bering           | Baía de Bristol |
| Estados Unidos          | Península do Alasca, Alasca |
| Oceano Pacífico         | Passa a leste da Ilha Karpa e da Ilha Andronica, Alasca, Estados Unidos |
| Estados Unidos          | Ilha Nagai, Alasca |
| Oceano Pacífico         | Passa entre as ilhas Niihau e Kauai, Havaí, Estados Unidos · Passa a leste da Ilha Jarvis, Ilhas Menores Distantes dos Estados Unidos · Passa a leste da Ilha Aitutaki, Ilhas Cook · Passa a leste da Ilha Rarotonga, Ilhas Cook |
| Oceano Antártico        | |
| Antártida               | Dependência de Ross, reclamada pela Nova Zelândia |